# Oceana (navire)
Pour les articles homonymes, voir Oceana.
L’Oceana (anciennement l’Ocean Princess) était le nom d'un navire de croisière qui appartenait à la société P&O Cruises, qui elle-même appartient à Carnival corporation & PLC.
En juillet 2020, l'Oceana a été revendu à la compagnie grecque Seajets (en) et rebaptisé Queen of the Oceans.